# Международное чемпионство AEW
Международное чемпионство AEW (англ. AEW International Championship) — является чемпионским титулом по рестлингу, которым владеет американский промоушн All Elite Wrestling (AEW). Представленный 8 июня 2022 года, он является второстепенным титулом для мужчин-рестлеров. Титул был создан, чтобы представлять поклонников AEW со всего мира, без особого акцента на Атлантический океан или страны, окружающие его. Первым в истории чемпионом является Пак.
8 марта 2023 года титул был переименован в международное чемпионство AEW.

## Дизайн пояса
Рон Эдвардсен из Red Leather Belts разработал пояс всеатлантического чемпиона AEW. В центре пластины изображен земной шар с флагами, представляющими шесть стран: Мексику, Китай, Великобританию, США, Канаду и Японию. Как ни странно, только четыре из шести перечисленных стран находятся вблизи Атлантического океана. Баннер над ним гласит «Всеатлантический», а баннер ниже — «чемпион». В верхней части центральной пластины находится логотип AEW. С каждой стороны от центральной пластины расположены две боковые пластины. На внутренних боковых пластинах изображен логотип AEW над земным шаром, а на внешних боковых пластинах — два рестлера.

## Список чемпионов

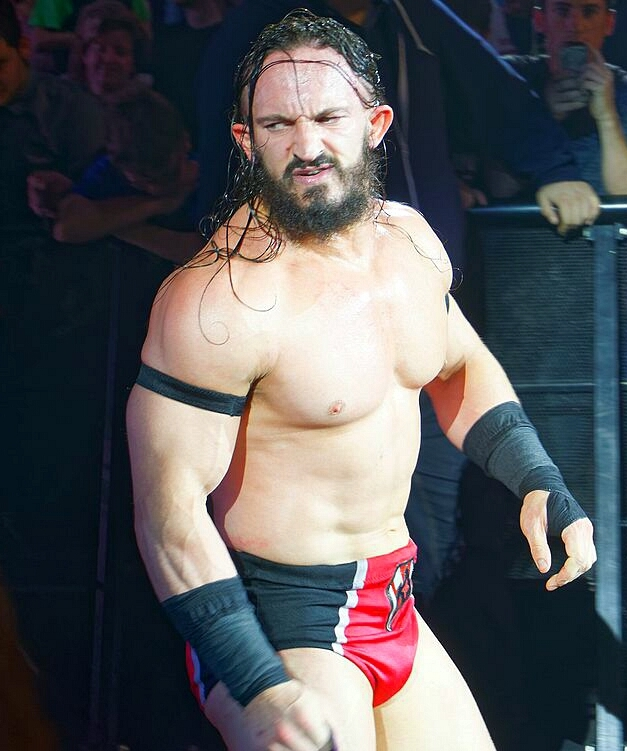
Первый чемпион — Пак

| № | Чемпион        | Дата             | Шоу                        | Место                        | Чемпионство | Дней     | Прим. |
| - | -------------- | ---------------- | -------------------------- | ---------------------------- | ----------- | -------- | ----- |
| 1 | Пак            | 26 июня 2022     | AEW x NJPW: Forbidden Door | Чикаго, Иллинойс             | 1-е         | 108      | [ 3 ] |
| 2 | Орандж Кэссиди | 12 октября 2022  | Dynamite                   | Торонто, Онтарио, Канада     | 1-е         | 326 дней | [ 4 ] |
| 3 | Джон Моксли    | 3 сентября 2023  | All Out (2023)             | Чикаго, Иллинойс             | 1-е         | 17       | [ 5 ] |
| 4 | Рей Феникс     | 20 сентября 2023 | Dynamite:Grand Slam        | Флашинг, Нью-Йорк            | 1-е         | 20       | [ 6 ] |
| 5 | Орандж Кэссиди | 10 октября 2023  | Dynamite                   | Индепенденс, Миссури         | 2-е         | 145      | [ 7 ] |
| 6 | Родерик Стронг | 3 марта 2024     | Revolution                 | Гринсборо, Северная Каролина | 1-е         | 51+      | [ 8 ] |